# Gauliga Baden 1942/43
De Gauliga Baden 1942/43 was het tiende voetbalkampioenschap van de Gauliga Baden. De Gauliga werd opnieuw één reeks. VfR Mannheim werd kampioen en plaatste zich voor de eindronde om de Duitse landstitel. De club versloeg 1. FC Nürnberg en Westende Hamborn en verloor in de kwartfinale van FV Saarbrücken.

## Eindstand
| Plaats | Club                 | Wed. | W  | G | V  | Saldo  | Ptn.  |
| ------ | -------------------- | ---- | -- | - | -- | ------ | ----- |
| 1      | VfR Mannheim         | 18   | 18 | 0 | 0  | 137:12 | 36:0  |
| 2      | VfTuR Feudenheim     | 18   | 10 | 2 | 6  | 35:37  | 22:14 |
| 3      | SV Waldhof           | 18   | 10 | 0 | 8  | 43:36  | 20:16 |
| 4      | VfB Mühlburg         | 18   | 7  | 3 | 8  | 35:36  | 17:19 |
| 5      | 1. FC Pforzheim      | 18   | 7  | 3 | 8  | 44:60  | 17:19 |
| 6      | Freiburger FC        | 17   | 8  | 0 | 9  | 26:53  | 16:18 |
| 7      | FV Daxlanden         | 18   | 8  | 0 | 10 | 34:40  | 16:20 |
| 8      | VfL Neckarau         | 17   | 7  | 1 | 9  | 40:35  | 15:19 |
| 9      | FC Rastatt 04        | 18   | 4  | 3 | 11 | 20:61  | 11:25 |
| 10     | Karlsruher FC Phönix | 18   | 3  | 2 | 13 | 26:70  | 8:28  |

|  | Kampioen, geplaatst voor nationale eindronde |

## Promotie-eindronde

### Groep Noord
| Plaats | Club            | Wed. | W | G | V | Saldo | Ptn. |
| ------ | --------------- | ---- | - | - | - | ----- | ---- |
| 1.     | TSG Plankstadt  | 4    | 3 | 0 | 1 | 6:2   | 6:2  |
| 2.     | SC Käfertal     | 4    | 3 | 0 | 1 | 1:3   | 6:2  |
| 3.     | TSV 02 Walldorf | 4    | 0 | 0 | 4 | 1:3   | 0:8  |

|  | Promotie naar Gauliga Baden 1943/44                |
|  | Trok zich volgend seizoen uit de competitie terug. |

SC Käfertal speelde het volgende seizoen samen met Phönix Mannheim als KSG Mannheim. 

TSV 02 Walldorf speelde het volgende seizoen samen met VfB Wiesloch en SV Sandhausen als KSG Walldorf-Wiesloch.

### Groep Midden
| Plaats | Club           | Wed. | W | G | V | Saldo | Ptn. |
| ------ | -------------- | ---- | - | - | - | ----- | ---- |
| 1.     | Karlsruher FV  | 4    | 3 | 1 | 0 | 12:1  | 7:1  |
| 2.     | VfR Pforzheim  | 4    | 2 | 1 | 1 | 10:9  | 5:3  |
| 3.     | FV Muggensturm | 4    | 0 | 0 | 4 | 6:18  | 0:8  |

|  | Promotie naar Gauliga Baden 1943/44 |

Bijkomende stijger
Een week voor de start van het nieuwe seizoen kwam er een extra plaats vrij waardoor VfR Pforzheim en FV Muggensturm nog tegen elkaar speelden voor die plaats.
|                 |               |       |                |  |
| 24 oktober 1943 | VfR Pforzheim | 6 – 2 | FV Muggensturm |  |
| 24 oktober 1943 |               |       |                |  |

### Groep Zuid
Heen
|             |               |       |              |  |
| 16 mei 1943 | SG Radolfzell | 2 – 0 | LSV Freiburg |  |
| 16 mei 1943 |               |       |              |  |

Terug
|             |              |       |               |  |
| 23 mei 1943 | LSV Freiburg | 9 – 1 | SG Radolfzell |  |
| 23 mei 1943 |              |       |               |  |